# Lamballe Football Club
 (mai 2024).
Si vous disposez d'ouvrages ou d'articles de référence ou si vous connaissez des sites web de qualité traitant du thème abordé ici, merci de compléter l'article en donnant les références utiles à sa vérifiabilité et en les liant à la section « Notes et références ».

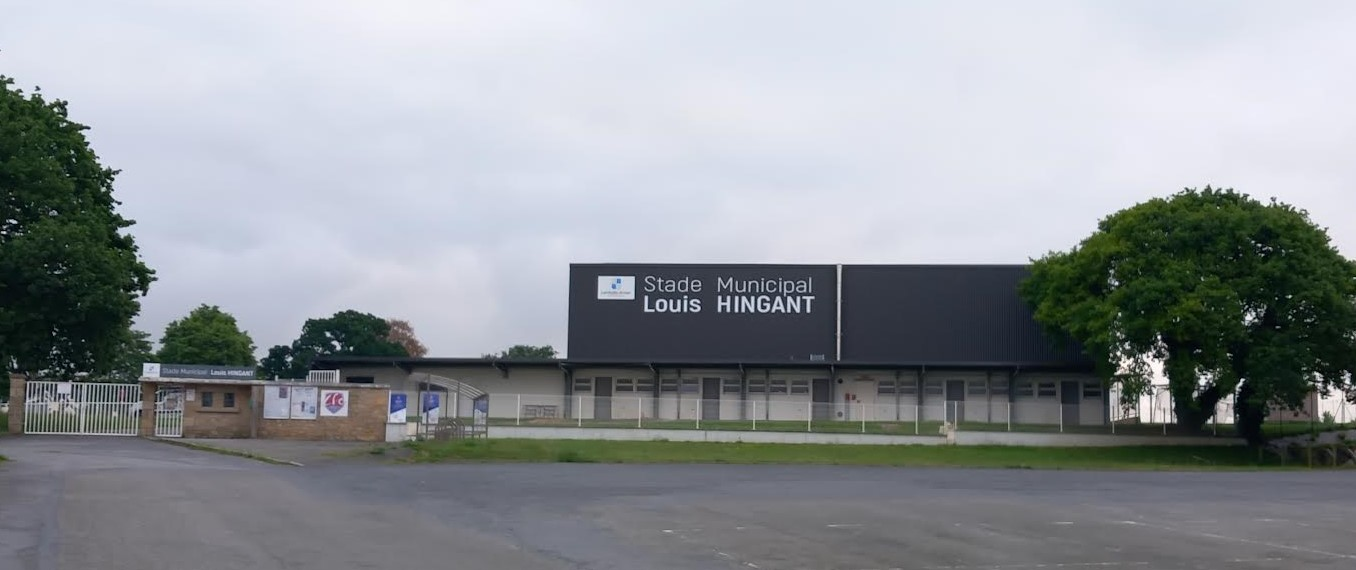

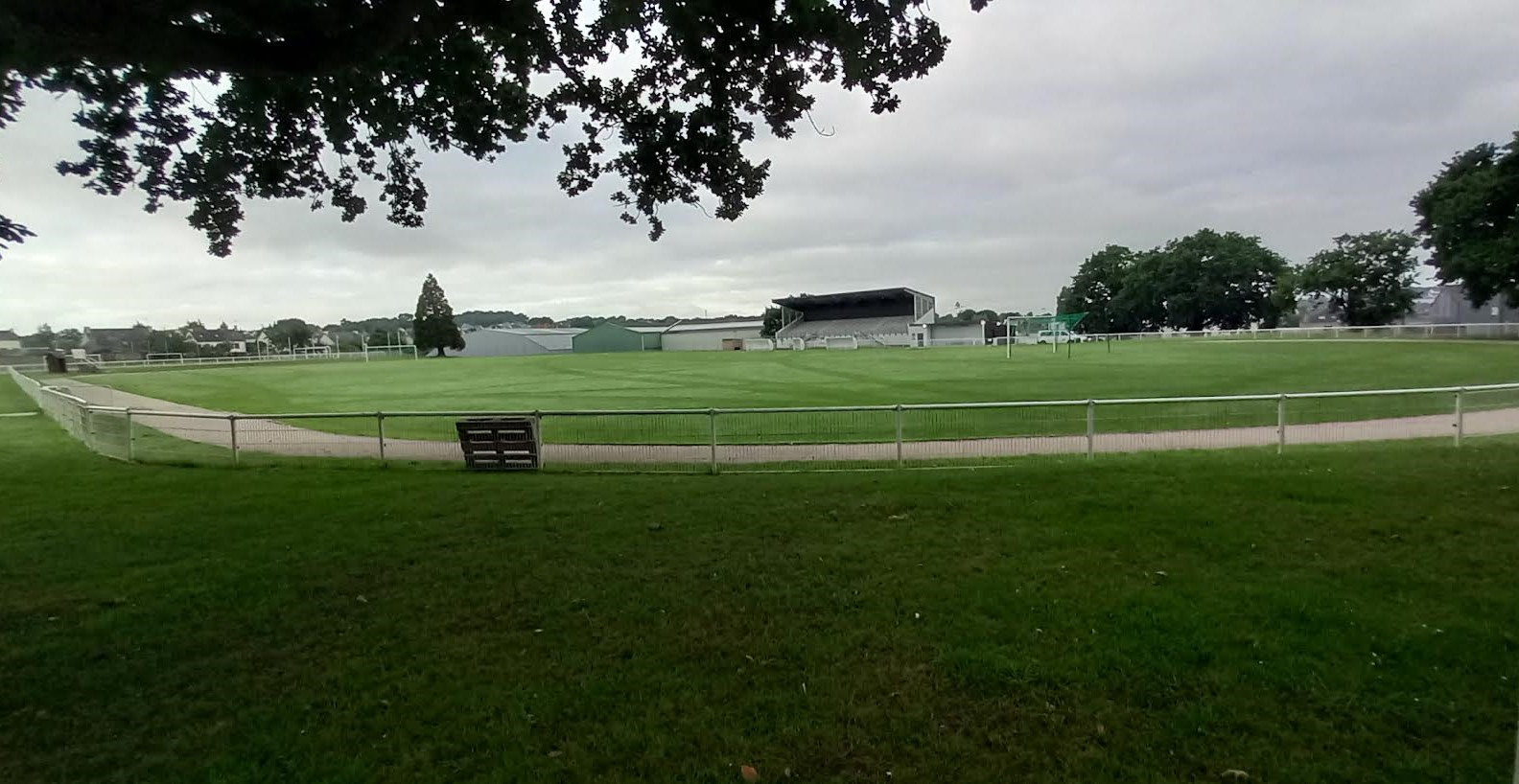

Le Lamballe Football Club est club de football français situé à Lamballe-Armor, dans les Côtes-d'Armor.
Le Lamballe Football Club est issu de la fusion en juin 2010, du Stade lamballais et de La Penthièvre Football Club.

## Développement de l'association
Le Lamballe Football Club, cinq fois vainqueur de la Coupe de Bretagne (en 1936, 1937, 1980 , 1981 et 1987) et champion de Bretagne en 1994. Le Stade Lamballais reste onze saisons au niveau national.
Le club est aussi connu pour avoir été dans les années 1970 un des fers de lance du "Mouvement Football Progrès" avec les barons lamballais et son football tourné vers l'offensive et la recherche du plaisir intense. Un mouvement qui est directement inspiré par la philosophie de jeu développée dans les colonnes du journal Miroir du Football. Le club est relégué en Division d'Honneur en 2007 puis en Division Supérieure Élitiste l'année suivante puis en Division Supérieure régionale pour la saison 2006-2007.
Le Stade lamballais devient le Lamballe Football Club le 9 juin 2010 après sa fusion avec La Penthièvre.

## Palmarès
- Champion DH Bretagne (1) : 1996
- Coupe de l'Ouest (5) : 1936, 1937, 1980, 1981, 1987
- Coupe de Bretagne (1) : 2025